# Aeruginascina
La Aeruginascinaes un alcaloide indólico tipo triptamina que fue aislado de Inocybe aeruginascens. La aeruginascina es el análogo N-trimetilado de la psilocibina. Está relacionada estructuralmente también con la toxina dérmica del sapo bufotenidina (5-HTQ), un potente receptor agonista 5-HT3 y ha sido encontrado exclusivamente en el hongo Inocybe aeruginascens.

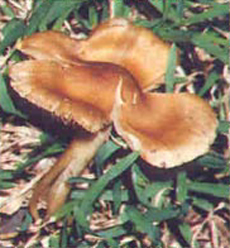
Inocybe aeruginascens